# بیلی آیر
بیلی آیر (انگلیسی: Billy Ayre; ۷ مهٔ ۱۹۵۲ – ۱۶ آوریل ۲۰۰۲) بازیکن فوتبال اهل بریتانیا بود.
از باشگاه‌هایی که در آن بازی کرده‌است می‌توان به باشگاه فوتبال هارتل پول یونایتد، باشگاه فوتبال منزفیلد تاون، باشگاه فوتبال کروک تاون، و باشگاه فوتبال بیشاپ اوکلند اشاره کرد.